# Redyskonto
Redyskonto – przyjęcie przez bank centralny wierzytelności, takich jak weksle, od banków komercyjnych. Banki komercyjne, zastawiając papiery wartościowe, mogą zaciągać kredyty redyskontowe. Bank centralny, ustalając kwotę kredytu, odlicza od wartości nominalnej zdyskontowanych papierów wartościowych ich odsetki, określone przez stopę redyskontową ustaloną właśnie przez ten bank.